# Yebalí
El yebalí es un dialecto árabe hablado en el norte de Marruecos por los yebalíes, en la región del País Yebala.

## Descripción
El yebalí es un dialecto árabe prehilaliano hablado en las montañas del noroeste del Reino de Marruecos. El yebalí es hablado principalmente por tribus de ascendencia árabe y bereber. Aunque el dialecto yebalí ha sido influenciado por las lenguas bereberes y el idioma español, la mayoría de su léxico es de origen árabe.